# Monsieur Barnett
Monsieur Barnett est une pièce de théâtre de Jean Anouilh, écrite en 1965, créée à Bristol en Angleterre en 1967 puis, en France, le 29 octobre 1974 au café-théâtre des Halles Le Fanal, dans une mise en scène et des costumes de Nicole Anouilh et sur une musique originale de Patrick Lemaitre.
Monsieur Barnett est une des rares pièces de Jean Anouilh (avec Jézabel, Médée et L'Arrestation) à avoir été créée à l'étranger avant d'être donnée à Paris.

## Distribution originale
Distribution lors de la création française le 29 octobre 1974 au café-théâtre des Halles Le Fanal, dans une mise en scène et des costumes de Nicole Anouilh.
- Madeleine Callergis : la manucure
- Jean Périmony : Monsieur Barnett
- Bernard Tixier : le coiffeur
- Christine Murillo : la fille, Yasmina